# Den Haag Centraal

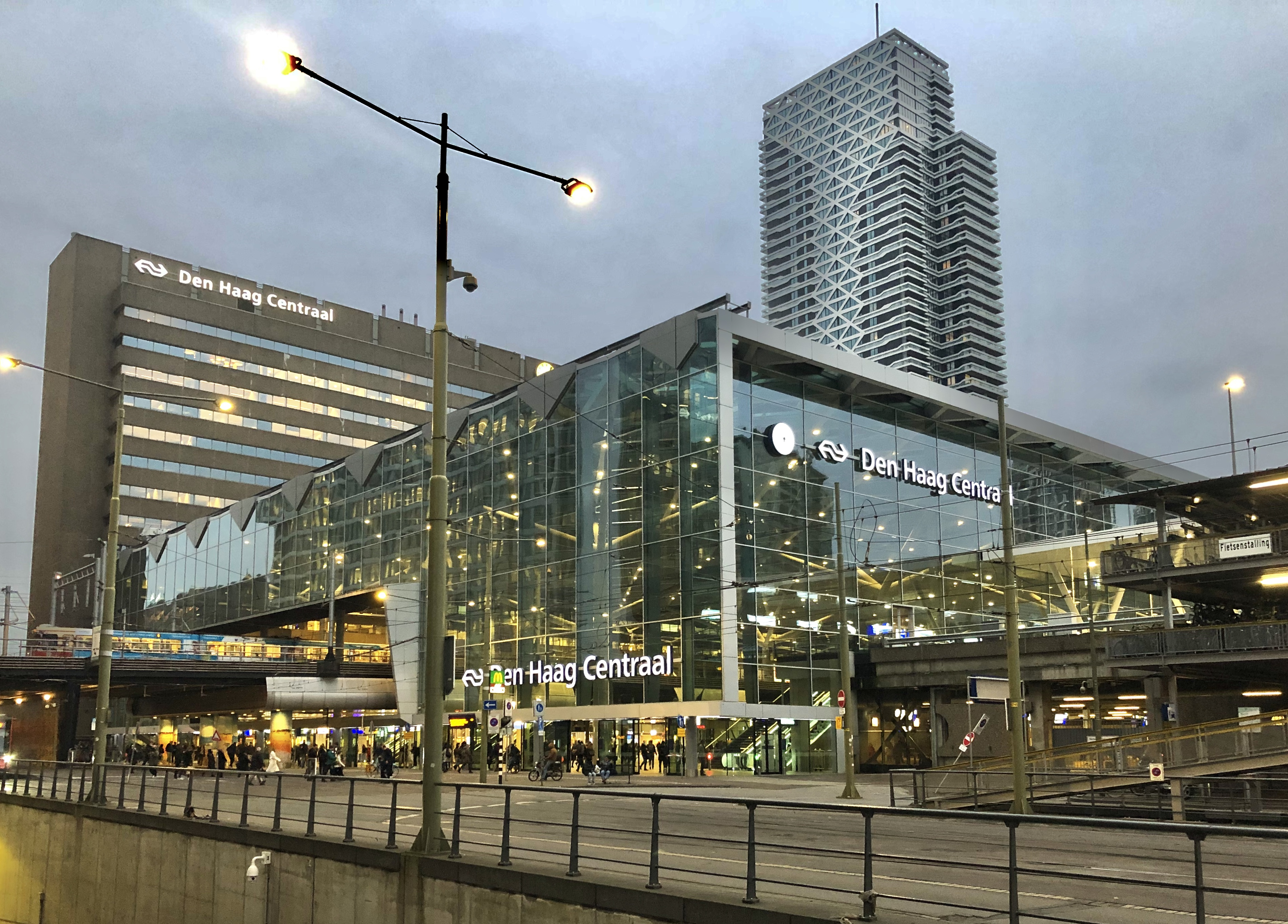
Exterior da Den Haag Centraal

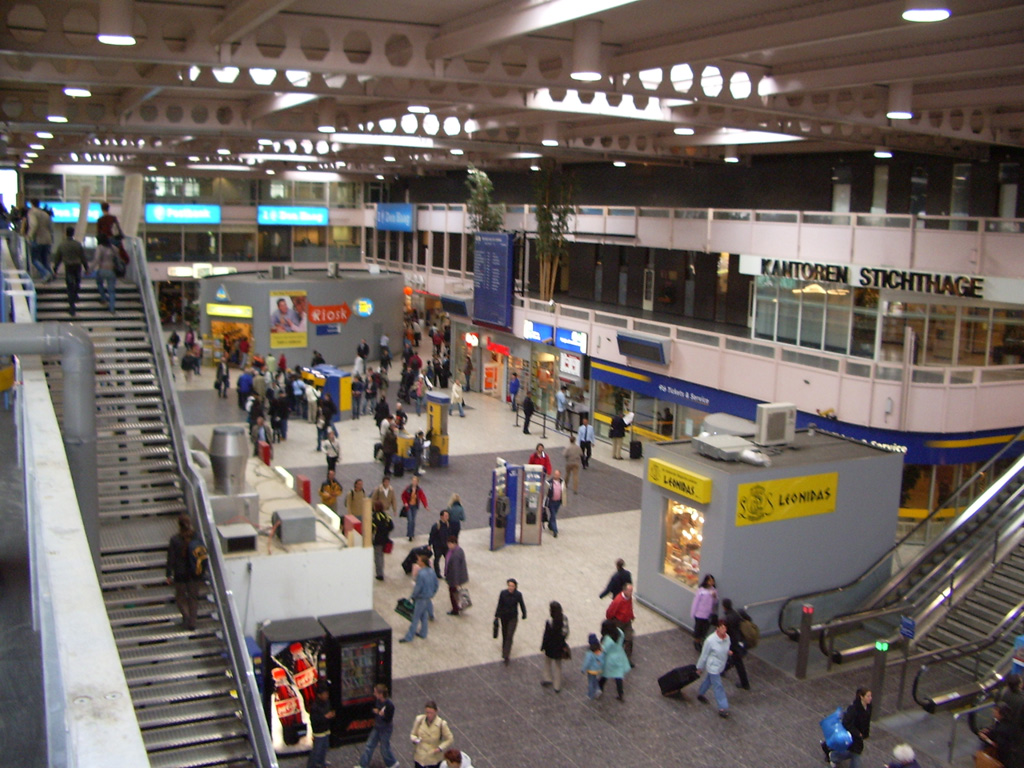
Interior da Den Haag Centraal

Den Haag Centraal (em português Central da Haia) é maior estação de trens da cidade da Haia, nos Países Baixos, e a maior do país, com doze linhas. Foi inaugurada em 1975, ao lado da antiga estação Den Haag Staatsspoor.

## História
O edifício histórico do século XIX da estação foi demolido e substituído a partir da década de 70 do século XX por um moderno edifício no estilo da época do brutalismo concreto. Esta nova estação entrou em funcionamento em 1973. A estação de comboio histórico continha uma sala de espera para a Rainha dos Países Baixos, o quarto do príncipe, foi translocado para o Museu Ferroviário Holandês em Utrecht antes da demolição da estação.